# Турмеро
Турме́ро (ісп. Turmero) — місто у Венесуелі, штат Арагуа, столиця муніципалітету Сантьяго-Маріньйо. Входить до складу міської області Маракай — конурбації на півночі країни.
Розташовано на березі річки Турмеро в басейні озера Валенсія. Населення становило 272 тисячі чоловік (2001).